# Torneo Transición de Chile 2013 (Primera B)
Campeonato Nacional Petrobras de Transición de Primera B del Fútbol Profesional 2013, eller enbart Torneo Transición 2013 är Chiles näst högsta division för fotboll för den första halvan av 2013. Då serierna läggs om från att gå vår-höst till att gå höst-vår, spelas en kortare serie under våren 2013 för att sedan fortsätta med Primera B de Chile 2013/2014. Ett lag flyttas upp direkt och ett lag spelar ett uppflyttningskval, medan ett lag flyttas ner. Nedflyttningen beräknas genom lagens poängsnitt i divisionen säsongerna 2010-2013. För Torneo Trancisión är Primera B:s 14 lag uppdelade i två grupper, Zona Norte (Norra Zonen) och Zona Sur (Södra Zonen), där de två främsta i varje grupp går vidare till ett finalspel.

## Gruppspel
| Lag                  | S  | V | O | F | GM | IM | MS | P  |
| -------------------- | -- | - | - | - | -- | -- | -- | -- |
| Coquimbo Unido       | 12 | 6 | 4 | 2 | 20 | 11 | +9 | 22 |
| Magallanes           | 12 | 6 | 3 | 3 | 21 | 18 | +3 | 21 |
| Santiago Morning     | 12 | 5 | 6 | 1 | 17 | 10 | +7 | 21 |
| Unión San Felipe     | 12 | 4 | 4 | 4 | 11 | 16 | −5 | 16 |
| Deportes La Serena   | 12 | 3 | 3 | 6 | 11 | 15 | −4 | 12 |
| Deportes Copiapó     | 12 | 3 | 3 | 6 | 12 | 17 | −5 | 12 |
| San Luis de Quillota | 12 | 3 | 1 | 8 | 14 | 19 | −5 | 10 |

| Hemma \ Borta        | COQ | DCO | DLA | MAG | SLU | SMO | UNI |
| Coquimbo Unido       | —   | 3–2 | 1–2 | 2–0 | 3–1 | 0–0 | 3–1 |
| Deportes Copiapó     | 1–1 | —   | 0–1 | 3–2 | 0–2 | 0–2 | 1–1 |
| Deportes La Serena   | 0–1 | 1–2 | —   | 0–2 | 1–2 | 1–1 | 0–1 |
| Magallanes           | 0–0 | 3–2 | 3–2 | —   | 2–1 | 2–1 | 1–1 |
| San Luis de Quillota | 2–1 | 0–1 | 1–2 | 1–2 | —   | 2–3 | 0–1 |
| Santiago Morning     | 2–2 | 1–0 | 0–0 | 2–2 | 1–1 | —   | 2–0 |
| Unión San Felipe     | 0–3 | 0–0 | 1–1 | 3–2 | 2–1 | 0–2 | —   |

| Lag                       | S  | V | O | F | GM | IM | MS  | P  |
| ------------------------- | -- | - | - | - | -- | -- | --- | -- |
| Curicó Unido              | 12 | 6 | 5 | 1 | 17 | 9  | +8  | 23 |
| Universidad de Concepción | 12 | 6 | 4 | 2 | 15 | 4  | +11 | 22 |
| Naval                     | 12 | 5 | 3 | 4 | 14 | 14 | 0   | 18 |
| Deportes Concepción       | 12 | 4 | 5 | 3 | 14 | 14 | 0   | 17 |
| Unión Temuco              | 12 | 4 | 2 | 6 | 16 | 22 | −6  | 14 |
| Barnechea                 | 12 | 3 | 3 | 6 | 15 | 21 | −6  | 12 |
| Lota Schwager             | 12 | 2 | 2 | 8 | 9  | 16 | −7  | 8  |

| Hemma \ Borta       | BAR | CUR | DCO | LOT | NAV | UDC | UTE |
| Barnechea           | —   | 1–2 | 2–0 | 1–3 | 3–2 | 1–1 | 1–4 |
| Curicó Unido        | 1–1 | —   | 3–2 | 2–0 | 2–1 | 0–0 | 0–0 |
| Deportes Concepción | 0–0 | 1–1 | —   | 2–0 | 0–0 | 0–2 | 1–1 |
| Lota Schwager       | 2–0 | 1–1 | 0–1 | —   | 0–1 | 0–0 | 3–4 |
| Naval               | 2–1 | 2–1 | 3–3 | 2–0 | —   | 0–2 | 1–0 |
| Univ. de Concepción | 3–0 | 0–1 | 0–1 | 1–0 | 0–0 | —   | 4–1 |
| Unión Temuco        | 1–4 | 0–3 | 2–3 | 1–0 | 2–0 | 0–2 | —   |

## Finalspel
Finalspelet bestod av en semifinalomgång och en finalomgång. De två främsta lagen i de två grupperna kvalificerade sig till semifinalerna, där ettan i den ena gruppen mötte tvåan i den andra gruppen. De båda vinnarna gick vidare till finalspelet. Vinnaren av finalspelet flyttades direkt upp till Primera División 2013/2014, medan förloraren var tvungen att spela ett uppflyttningskval mot ett lag från Primera División. Till slut vann Universidad de Concepción och flyttades således upp, medan Curicó Unido gick till uppflyttningskvalet.

## Nedflyttningstabell
För att bestämma vilket lag som skulle kvalspel mot det bästa laget i Segunda División så sammanställdes en tabell där poängen från de senaste fyra säsongerna slogs samman och en snittpoäng räknades ut. Det lag med sämst snittpoäng blev tvungna att spela kvalspel.
| Lag                    | 2010 | 2011 | 2012 | 2013 | TP  | SM  | Snitt |
| ---------------------- | ---- | ---- | ---- | ---- | --- | --- | ----- |
| Universidad Concepción | —    | —    | —    | 22   | 22  | 12  | 1,833 |
| Barnechea              | —    | —    | 66   | 12   | 78  | 50  | 1,560 |
| Deportes Concepción    | 36   | 60   | 56   | 17   | 169 | 112 | 1,509 |
| Naval                  | 29   | 62   | 51   | 18   | 160 | 112 | 1,429 |
| Unión Temuco           | 41   | 51   | 49   | 14   | 155 | 112 | 1,383 |
| Unión San Felipe       | —    | —    | —    | 16   | 16  | 12  | 1,333 |
| Coquimbo Unido         | 26   | 51   | 50   | 22   | 149 | 112 | 1,330 |
| Santiago Morning       | —    | —    | 45   | 21   | 66  | 50  | 1,320 |
| San Luis de Quillota   | —    | 54   | 52   | 10   | 116 | 88  | 1,318 |
| Curicó Unido           | 33   | 41   | 41   | 23   | 138 | 112 | 1,232 |
| Magallanes             | —    | 40   | 45   | 21   | 106 | 88  | 1,205 |
| Lota Schwager          | 34   | 49   | 41   | 8    | 132 | 112 | 1,179 |
| Deportes La Serena     | —    | —    | —    | 12   | 12  | 12  | 1,000 |
| Deportes Copiapó       | 18   | —    | —    | 12   | 30  | 36  | 0,833 |

## Uppflyttningskval
|  | 29 maj 2013 | Curicó Unido | 0–0   | Cobresal | Estadio La Granja, Curicó |               |
|  |             |              | (0–0) |          | Publik: 3 110             | Publik: 3 110 |
|  |             |              |       |          | Publik: 3 110             | Publik: 3 110 |
|  |             |              |       |          | Publik: 3 110             | Publik: 3 110 |

|  | 2 juni 2013 | Cobresal                          | 3–0   | Curicó Unido | Estadio El Cobre, El Salvador |               |
|  |             | Pineda 40′ Cantero 46′ Parodi 67′ | (1–0) |              | Publik: 1 664                 | Publik: 1 664 |
|  |             |                                   |       |              | Publik: 1 664                 | Publik: 1 664 |
|  |             |                                   |       |              | Publik: 1 664                 | Publik: 1 664 |

## Nedflyttningskval
|  | 29 maj 2013 | Iberia     | 1–1   | Deportes Copiapó | Estadio Municipal, Los Ángeles |               |
|  |             | Torres 77′ | (0–1) | 20′ Ross         | Publik: 5 000                  | Publik: 5 000 |
|  |             |            |       |                  | Publik: 5 000                  | Publik: 5 000 |
|  |             |            |       |                  | Publik: 5 000                  | Publik: 5 000 |

|  | 2 juni 2013 | Deportes Copiapó                        | 4–1   | Iberia     | Estadio Luis Valenzuela Hermosilla, Copiapó |               |
|  |             | Comba 36′ Parada 51′ Muñoz 77′ Ross 86′ | (1–0) | 48′ Gálvez | Publik: 5 000                               | Publik: 5 000 |
|  |             |                                         |       |            | Publik: 5 000                               | Publik: 5 000 |
|  |             |                                         |       |            | Publik: 5 000                               | Publik: 5 000 |